# YOKOHAMA男子
YOKOHAMA男子（よこはまだんし）は、2016年6月にデビューした日本の4人組男性アイドルグループ。旧名はDocumen10(呼称：ドキュメント)。2017年11月にYOKOHAMA男子に改名し、横浜のご当地アイドルグループとしての活動を開始する。略称ははまだん。キャッチコピーは「神奈川の魅力を発信するご当地メンズグループ」。

## メンバー
| 名前                                        | 生年月日              | 加入日                 | メンバーカラー |
| ------------------------------------------- | --------------------- | ---------------------- | -------------- |
| たっつん(戸田健太) （とだたつひろ）         | 1988年9月16日（36歳） | 初期メンバー、リーダー | ブルー         |
| りゅりゅ(武田瑠之助) （たけだりゅうのすけ） | 1996年10月8日（28歳） | 2017年11月3日          | パープル       |
| けいたる(富田慧太郎) （とみだけいたろう）   | 1996年9月11日（28歳） | 初期メンバー           | グリーン       |
| ゆういち （ゆういち）                       | 2002年1月16日（23歳） | 2023年12月7日          | ピンク         |

## 出演

### テレビ番組
- 地域情報便 じもっと!!（2019年9月18日、横浜ケーブルビジョン）[8]
- ジモト応援！神奈川つながるNews ～横浜（2021年2月10日、JCOM）[9]
- OH!舞DA PUMP!!エボリューション（2022年度、dTVチャンネル）

### ラジオ番組
- EVENING ブルー湘南（イブブル）（不定期、FM・ブルー湘南）
- Karat Lunch（2022年1月13日、渋谷クロスFM)[10]